# Flagler
Flagler è un town degli Stati Uniti d'America, situato nella contea di Kit Carson dello Stato del Colorado. Nel censimento del 2010 la popolazione era di 561 abitanti.

## Geografia fisica
Secondo i rilevamenti dell'United States Census Bureau, Flagler si estende su una superficie di 3,32 km² (1,28 mi²).